# 官庄镇 (天津市)
官庄镇，是中华人民共和国天津市蓟州区下辖的一个乡镇级行政单位。

## 行政区划
官庄镇下辖以下地区：
文昌街道、渔阳镇、洇溜镇、官庄镇、马伸桥镇、下营镇、邦均镇、别山镇、尤古庄镇、上仓镇、下仓镇、罗庄子镇、白涧镇、侯家营镇、桑梓镇、东施古镇、下窝头镇、杨津庄镇、出头岭镇、西龙虎峪镇、穿芳峪镇、东二营镇、许家台镇、礼明庄镇、东赵各庄镇、州河湾镇和孙各庄满族乡。